# Antocha unicollis
Antocha unicollis är en tvåvingeart som beskrevs av Alexander 1968. Antocha unicollis ingår i släktet Antocha och familjen småharkrankar.
Artens utbredningsområde är Nepal. Inga underarter finns listade i Catalogue of Life.